# Atrosalarias
Atrosalarias es un género de peces de la familia de los blénidos en el orden de los Perciformes.

## Especies
Existen las siguientes especies en este género:
- Atrosalarias fuscus (Rüppell, 1838)
- Atrosalarias holomelas (Günther, 1872)
- Atrosalarias hosokawai (Suzuki & Senou, 1999)